# المركز الإسلامي في أوستن الكبرى
المركز الإسلامي في أوستن الكبرى (بالإنجليزية: Islamic Center of Greater Austin) هو مسجد ومركز للمجتمع الإسلامي في أوستن، تكساس في الولايات المتحدة. تأسس المركز في مارس عام 1977 كمنظمة دينية غير ربحية مسجلة في ولاية تكساس وهو يتبع الجمعية الإسلامية لأمريكا الشمالية والصندوق الإسلامي لأمريكا الشمالية، وهي مؤسسة تابعة لـ الجمعية الإسلامية لأمريكا الشمالية، وتعد الوصية عليها. ممتلكات المركز هي وقف تحت إشراف الصندوق الإسلامي لأمريكا الشمالية.

## التاريخ
بدأ المسجد في مبنى مساحته 2.000 قدم مربع (190 متر مربع) بدون أي مكان لوقوف السيارات. تم توسيعه في عام 1982 بشراء مبنى مجاور تم تحويله إلى قاعة للصلاة. في نوفمبر 1999 انتهى المركز من بناء مبنى من طابقين يضم مسجدًا يتسع لحوالي 1.000 مصلي، ومدرسة إسلامية بدوام كامل في الطابق الثاني.

## الأنشطة
يقدم المركز مرافق للصلاة اليومية، ومدرسة إسلامية مرخصة بدوام كامل، ومركز تعليمي، ومكتبة صوت وفيديو، ومدرسة قرآنية أسبوعية، وندوات، وورش عمل وندوات، ومركز إرشاد للأسر المعنفة، ومكتب عقد الزواج، ومرفق الغسل وخدمات الدفن. مع 25 فدان (100،000 متر مربع) مخصصة كمقبرة إسلامية.